# Achillea chrysocoma
Achillea chrysocoma és una espècie de planta de la família de les Compostes o Asteraceae. És un endemisme de les muntanyes d'Albània, nord de Grècia, Bulgària i els Balcans. Majoritàriament, es troba exposada al sol i és indiferent al tipus de sòl (calcàri o silici). Floreix a la primavera i té un port tapissant que arriba als 20 cms d'alçada.

## Descripció
És una planta estolonífera, és a dir, fa estolons laterals llargs i prims que neixen a la base de les tiges i creixen horitzontalment, ajagudes i arrelant en els nusos donant lloc a plantes filles idèntiques.
Al final de cada branca hi ha una roseta de fulles compostes amb els raquis progressivament més estrets cap a la part apical; els folíols són molt petits i estan recoberts de pèls llargs i molt espessos, de manera que la fulla agafa una tonalitat glauc-blanquinós que li dona un aspecte lanuginós (de llana o vellut) molt ornamental. Les tiges també són molt piloses. Les fulles són petites, de color daurat, agrupades en corimbes d'uns 5 cm de diàmetre. El seu cultiu és de fàcil implantació però de creixement relativament lent. La densitat que pot assolir és d'unes 6 a 8 plantes/m². En general aguanta bé la sequera però agraeix algun reg ocasional. No requereix cap mena de sega i és poc sensible a plagues o malalties.